# Districte de Brig

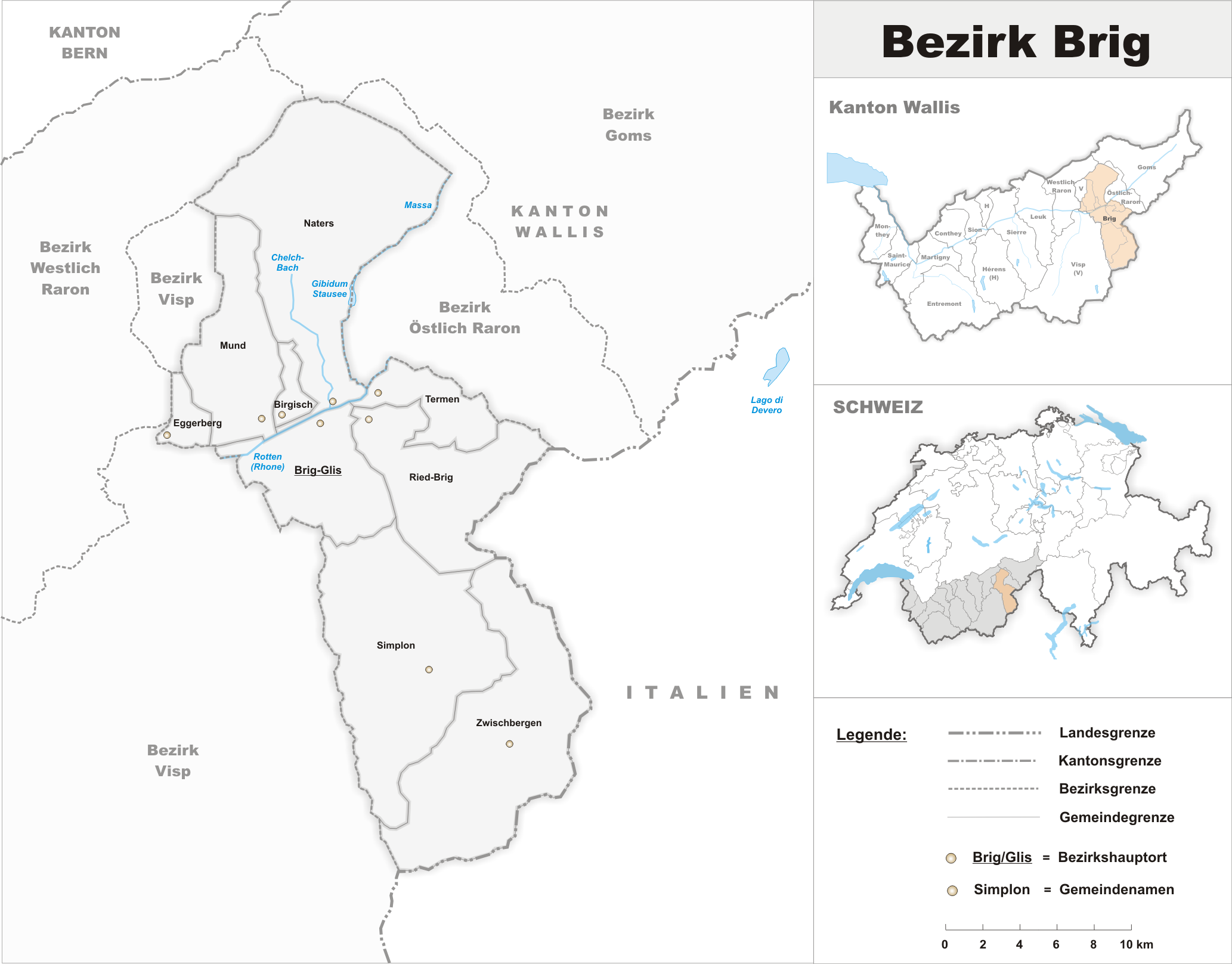
El districte de Big-Glis

El districte de Brig és un districte del cantó de Valais, a Suïssa. Està compost per 9 municipis, ocupa una extensió de 434,5 km² i té 24015 habitants (cens de 2006). El cap del districte és la ciutat de Brig-Glis.

## Municipis
- 3901 - Birgisch
- 3900 - Brig-Glis
- 3939 - Eggerberg
- 3903 - Mund
- 3904 - Naters
- 3911 - Ried-Brig
- 3907 - Simplon
- 3912 - Termen
- 3901 - Zwischbergen